# Romain Barnier
Romain Barnier (Marsiglia, 10 maggio 1976) è un ex nuotatore francese.
Ha gareggiato nelle edizioni olimpiche del 2000 e del 2004.

## Palmarès
- Mondiali

Barcellona 2003: bronzo nella 4x100m sl.
- Europei

Helsinki 2000: bronzo nella 4x100m sl.
Berlino 2002: argento nella 4x100m misti.
- Europei in vasca corta

Anversa 2001: bronzo nei 100m sl.
Vienna 2004: oro nella 4x50m sl.
- Giochi del Mediterraneo

Almerìa 2005: oro nella 4x100m sl e bronzo nei 100m farfalla.
- Universiadi

Sicilia 1997: argento nella 4x200m sl e bronzo nella 4x100m sl.
Pechino 2001: oro nei 100m sl.
- Europei giovanili

Leeds 1992: bronzo nei 100m sl.